# Liste der österreichischen Botschafter auf den Philippinen
Erste Versuche zur Eröffnung eines österreichischen Konsulates auf den Philippinen gab es bereits 1820, die spanische Regierung war aber damals nicht an fremden Konsulaten in der Kolonie interessiert. Die Korvette S.M.S. „Erzherzog Friedrich“ kam im Februar 1870 nach Manila, u. a. um einen geeigneten Kandidaten für ein Honorarkonsulat auszusuchen. Ein solcher wurde gefunden und nach Wien gemeldet (Julius Spanier, gebürtig aus Hannover und für ein Schweizer Handelshaus tätig). Am 16. September 1871 stimmte Kaiser Franz Josef I. dessen Ernennung zum Honorarkonsul – und damit der Eröffnung des ersten österreichisch-ungarischen Konsulates in Manila – zu.
Die diplomatischen Beziehungen zwischen der Republik Österreich und der Republik der Philippinen wurden am 17. Oktober 1946 aufgenommen, wenige Monate nachdem die Philippinen endgültig ein unabhängiger und souveräner Staat geworden waren.
1979 wurde die Eröffnung einer residenten Botschaft in Manila konkret vorbereitet und der Diplomat Herbert Kröll zwecks Anmietung bzw. Ankauf geeigneter Liegenschaften etc. nach Manila entsandt. Am 10. Juni 1980 beschloss der Ministerrat in Wien formell die Eröffnung einer residenten Botschaft in Manila. Vor der Eröffnung einer residenten Botschaft in Manila war der österreichische Missionschef in Jakarta für die Philippinen mitakkreditiert.
Heute umfasst der Amtsbereich der Botschaft neben den Philippinen auch Palau.
Die österreichische Botschaft befindet sich im One Orion Building, 11th Avenue corner 38th Street, Bonifacio Global City, Taguig.
Die österreichische Botschaft in Manila wurde 1979 mit Herbert Kröll als Geschäftsträger eröffnet. Vorher waren regelmäßig die österreichischen Botschafter mit Amtssitz in Jakarta auch bei den Regierungen der Philippinen akkreditiert.
| Ernannt / Akkreditiert | Name               | Bemerkungen                                          | ernannt während der Regierung von | akkreditiert während der Regierung von | Posten verlassen |
| ---------------------- | ------------------ | ---------------------------------------------------- | --------------------------------- | -------------------------------------- | ---------------- |
| 1979                   | Herbert Kröll      | (* 6. August 1942 in Zellberg Tirol) Geschäftsträger | Bruno Kreisky                     | Ferdinand Marcos                       | 1982             |
| 1982                   | Friedrich Posch    | (* 24. Dezember 1932 in Krems an der Donau)          | Bruno Kreisky                     | Ferdinand Marcos                       | 1986             |
| 1986                   | Otmar Koler        | (* 2. Jänner 1944 in Hall in Tirol)                  | Fred Sinowatz                     | Corazon Aquino                         | 1990             |
| 1990                   | Günter Gallowitsch | (* 18. September 1944 in Graz)                       | Franz Vranitzky                   | Corazon Aquino                         | 1994             |
| 1994                   | Heide Keller       | (* 13. Jänner 1941 in Wien)                          | Franz Vranitzky                   | Fidel Ramos                            | 1995             |
| 1996                   | Wolfgang Jilly     | (* 24. April 1940 in Znaim)                          | Franz Vranitzky                   | Fidel Ramos                            | 2001             |
| 2001                   | Christian Krepela  | (* 29. August 1949 in Wien)                          | Wolfgang Schüssel                 | Gloria Macapagal-Arroyo                | 2005             |
| 2005                   | Herbert Jäger      | (* 5. April 1956 in Klagenfurt)                      | Wolfgang Schüssel                 | Gloria Macapagal-Arroyo                | 2009             |
| 2009                   | Wilhelm Donko      | (* 16. Dezember 1960 in Linz)                        | Werner Faymann                    | Gloria Macapagal-Arroyo                | 2013             |
| 2013                   | Josef Müllner      | (* 7. Januar 1952 in Wiener Neustadt)                | Werner Faymann                    | Benigno Aquino                         | 2017             |
| 7. Aug. 2017           | Bita Rasoulian     | (* 28. März 1969)                                    | Werner Faymann                    | Rodrigo Duterte                        | 2022             |
| Sep. 2022              | Johann Brieger     | (* 7. Juli 1962 in Henndorf/Wallersee)               | Karl Nehammer                     | Ferdinand Marcos Jr.                   |                  |